# تارو ناكاياما
تارو ناكاياما هو دبلوماسي وطبيب وسياسي ياباني، ولد في 27 أغسطس 1924 في أوساكا في اليابان. نشط حزبياً في الحزب الليبرالي الديمقراطي الياباني. وقد انتخب عضو مجلس المستشارين ‏ (8 يوليو 1968 – 18 يونيو 1986) وانتخب عضو مجلس النواب الياباني ‏.

## وصلات خارجية
- الموقع الرسمي